# Tablilla de Marsiliana
La tablilla de Marsiliana es una Tablilla de cera etrusca destinada a la escritura encontrada en Marsiliana (Manciano, en Toscana), en la necrópolis de la Banditella de época orientalizante (fin del siglo VIII a. C. al VI a. C.) y conservada en el Museo Arqueológico Nacional de Florencia. La tablilla data de la mitad del siglo VII a. C.
Como tablilla para la escritura,  la cera se echaba sobre su superficie en marfil y los caracteres se trazaban con un estilo rígido. Su borde contiene veintiséis letras en alfabeto etrusco arcaico, con algunas letras probablemente de origen corintio y no eubeo.

## Historia
En 1908, en Marsiliana d'Albegna, una frazione del municipio de Manciano ( provincia de Grosseto), las excavaciones realizadas por el príncipe Tommaso Corsini (1835-1919) sacaron a la luz 109 enterramientos de una necrópolis de época orientalizante. (necrópolis de Banditella) de finales del siglo VIII al VI a. C.
En la tumba LXVII conocida como el Círculo de los Marfiles (Circolo degli avori) se encontró entre varios objetos preciosos esta tablilla de marfil en la que está grabado un abecedarium del alfabeto etrusco, el más antiguo encontrado.

## Descripción
La tablilla de Marsiliana es una tablilla de marfil para escribir de 8,8 cm × 5 cm, con una parte central ahuecada para echar la cera sobre la que se escribe, con un borde de medio centímetro de ancho sobre el que se inscribe un alfabeto grabado con la punta de metal. Los otros tres lados están decorados con una trenza en relieve. Dos cabezas de león servían al lateral como asas. Al momento de su descubrimiento, la tablilla contenía en su parte interior rastros de escritura que sugieren que era una herramienta educativa de la época, sin embargo, el etruscólogo Massimo Pallottino, considerando las reducidas dimensiones y el material noble de la tablilla, planteó la hipótesis de que la pieza arqueológica era un objeto que se llevaba al cuello, una especie de colgante tal vez revestido de oro.
La tablilla es el ejemplo más conocido de abecedario etrusco. Tiene 26 letras, incluidas 5 vocales, 22 letras griegas que adoptan la forma fenicia y 4 letras específicas del alfabeto griego. La adopción de este alfabeto por los etruscos de Marsiliana se remonta al 700 a. C. La letra san (Ϻ) y  koppa (Ϙ) se mantienen ambas, pero omega ( Ω ) no aparece.
El alfabeto está escrito de derecha a izquierda y muestra las siguientes letras :
Ψ Φ Χ Υ Τ Σ Ρ Ϙ Ϻ Π Ο Ξ Ν Μ Λ Κ Ι Θ Η Ζ Ϝ Ε Δ Γ Β Α.Grenier, 1924
Como prueba de antigüedad, la gamma ( Γ ) de Marsiliana tiene una forma idéntica a la letra correspondiente de las inscripciones de Cumas, mientras que los alfabetos etrusco y latino la escriben como C. El digamma Ϝ también es idéntico en Marsiliana y Cumas, por otro lado la Η tiene dos trazos interiores, lo que no aparecen en Cumas. La forma común de una sola línea Η aparece en las inscripciones posteriores a Cumas y en los alfabetos etruscos de Veyes y Cerveteri.